# Tellabs
Tellabs est une entreprise américaine qui faisait partie de l'indice NASDAQ-100.